# Chipstead (Kent)
Chipstead est un village anglais situé dans le Kent.